# Solanum berthaultii
Espèce
Classification phylogénétique
Solanum berthaultii (syn. Solanum tarijense) est une espèce de plante herbacée tubéreuse appartenant au genre Solanum et à la famille des Solanacées, originaire des Andes.
Cette espèce de pomme de terre sauvage, proche de la pomme de terre (Solanum tuberosum), est classée comme celle-ci dans la section Petota du genre Solanum.
L'adjectif spécifique berthaultii est un hommage à Pierre Berthault, botaniste français qui publia un traité sur Solanum tuberosum et les espèces sauvages apparentées en 1911.

## Description
Solanum berthaultii possède deux types de trichomes dont les têtes glandulaires contiennent des phénols et des phénoloxydases capables d'immobiliser les pucerons.

## Distribution
Plante endémique de la région andine du sud-ouest de l'Amérique du Sud : Bolivie (Chuquisaca, Cochabamba, Potosi, Santa Cruz, Tarija), Argentine (Catamarca, Jujuy, Salta).

## Utilisation
Solanum berthaultii, qui peut s'hybrider avec la pomme de terre, est pour celle-ci une source de variabilité génétique. Elle compte notamment des gènes de résistance à différents agresseurs biotiques de la pomme de terre dont le mildiou.